# میوله (اسدآباد)
میوله یک روستا در ایران است که در دهستان کلیائی واقع شده‌است. میوله ۴۰۷ نفر جمعیت دارد.